# 種崎 (小惑星)
種崎（たねざき、12706 Tanezaki）は、小惑星帯に位置する小惑星の1つである。高知県芸西村で関勉によって発見された。名前は高知県高知市種崎にちなむ。